# Feeali
Feeali är en ö i Norra Nilandheatollen i Maldiverna.  Den ligger i administrativa atollen Faafu, i den centrala delen av landet, 115 km sydväst om huvudstaden Malé.